# Pont de la Combe Joseph
Le pont de la Combe Joseph est une construction de l'Antiquité romaine, situé à Remoulins. Ce pont-aqueduc est l'un des éléments de l'aqueduc de Nîmes. 

## Historique
Comme l'ensemble de l'aqueduc de Nîmes, la construction du pont de la Combe Joseph date du Ier siècle, entre l'an 40 et l'an 80, sous le règne de l'empereur Claude. 
Le pont de la Combe Joseph, comme l'ensemble de la structure de l'aqueduc de Nîmes sur la commune de Remoulins, est inscrit au titre des monuments historiques, depuis le 13 janvier 1998.

## Description
La construction en petit appareil est doublée d'une épaisseur en moellons. Le pont dispose d'une arche unique, d'un peu plus de 4 mètres d'ouverture, à sa base.